# المارد (فلم 2023)
المارد (بالإنجليزية: Genie) هو فيلم كوميدي خيالي أمريكي من أفلام الكريسماس لعام 2023. الفيلم من إخراج سام بويد وتأليف ريتشارد كيرتس. قصة الفيلم مقتبسة من الفيلم البريطاني برنارد والمارد الصادر عام 1991، من تأليف ريتشارد كيرتس أيضًا. الفيلم من بطولة ميليسا مكارثي، بابا إيسيدو، ديني بنتون، مارك مارون، جوردين ماكنتوش، لويس جوزمان وآلان كومينغ. وعرض على منصة بيكوك لأول مرة في 22 نوفمبر 2023.

## طاقم التمثيل
- ميليسا مكارثي بدور فلورا
- بابا إيسيدو بدور برنارد
- ديني بنتون بدور جولي، زوجة برنارد
- جوردين ماكنتوش في دور ابنة إيف وبرنارد وجولي البالغة من العمر 7 سنوات
- آلان كومينغ بدور فلاكسمان، رئيس برنارد
- مارك مارون بدور ليني، بواب برنارد
- تيت إلينجتون بدور جوني
- لاشانزي بدور الجدة باتي
- إلين كليجورن بدور والدة برنارد
- أوبيرون أدجيبونج بدور والد برنارد
- الأنا نوديم بدور ديانا
- جون رينولدز بدور مارفن
- نياشا هاتندي بدور بيت
- إيمانويل سيتشي في دور هنري هاكفورد
- لويس جوزمان بدور بيريز، محقق يحقق في الاختفاء الغامض لـ الموناليزا
- رالف براون بدور الساحر

## الإصدار
صدر فيلم المارد عبر منصة بيكوك لأول مرة في 22 نوفمبر 2023

## روابط خارجية
- المارد على بيكوك